# Aulofen

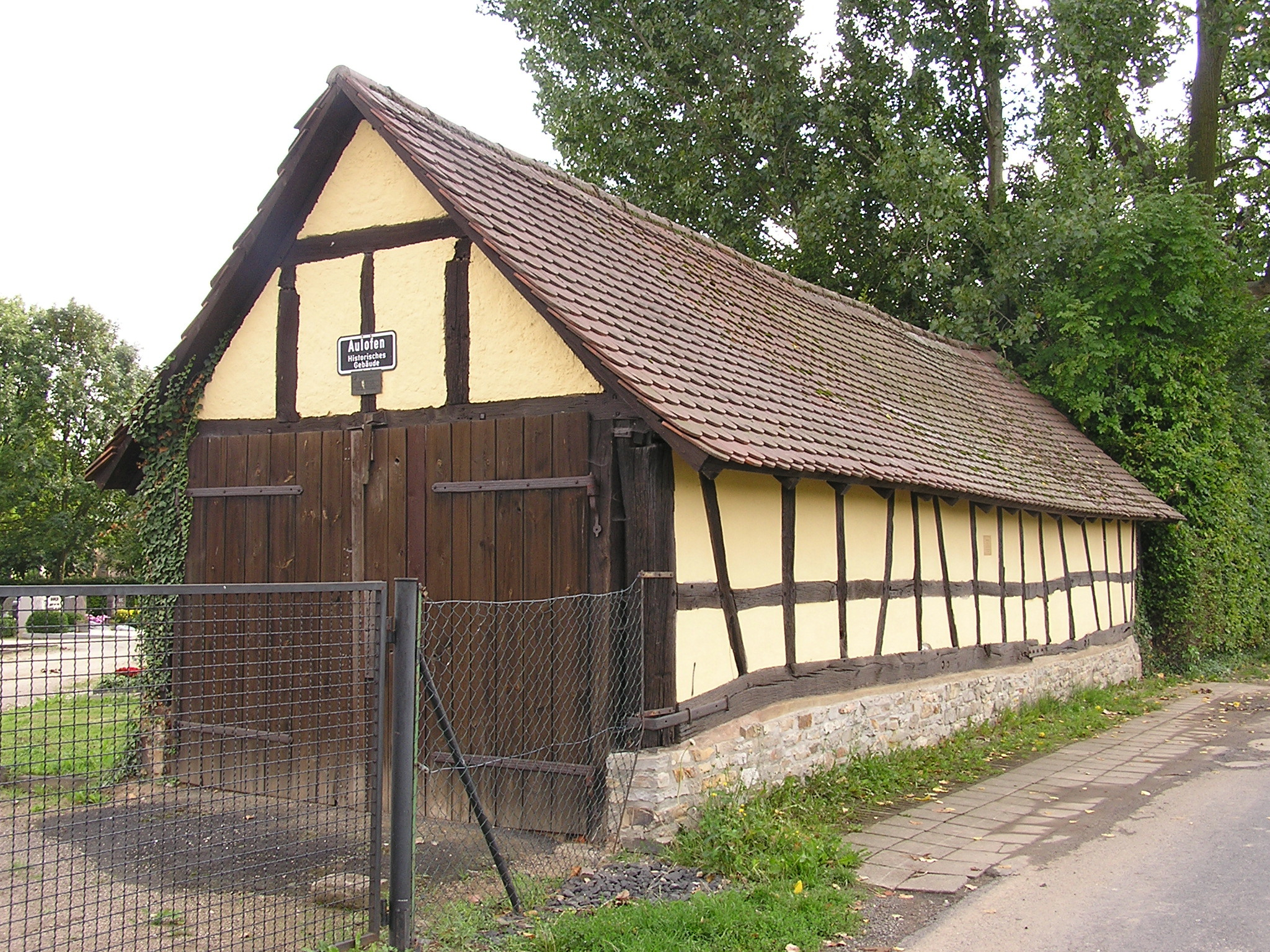
Aulofen in Seulberg

Als Aulofen wird mundartlich ein Ofengebäude bezeichnet, in dem die Aulner (Töpfer) gemeinsam Töpfereierzeugnisse gebrannt haben.
Einer der letzten Aulöfen steht in Seulberg, einem Stadtteil von Friedrichsdorf. Der Seulberger Aulofen gilt als das älteste Gebäude der Stadt und wird vom Heimatmuseum Seulberg unterhalten. Die Zunft der Aulner war die wichtigste Handwerkervereinigung im Ort.